# Wyrzykowszczyzna
Wyrzykowszczyzna – część wsi Boria w Polsce, położona w województwie świętokrzyskim, w powiecie ostrowieckim, w gminie Ćmielów.
W latach 1975–1998 Wyrzykowszczyzna należała administracyjnie do województwa tarnobrzeskiego.